# لوغان ميلر (ممثل)
لوغان ميلر (بالإنجليزية: Logan Miller) هو موسيقي وممثل أمريكي، ولد في 18 فبراير 1992 بإنجلوود في الولايات المتحدة.

## الأعمال

### أفلام
| السنة | العنوان                             | الدور |
| ----- | ----------------------------------- | ----- |
| 2009  | أشباح صديقات الماضي                 |       |
| 2013  | حلقة بلينج                          |       |
| 2013  | ماء حلو                             |       |
| 2013  | +1                                  | تيدي  |
| 2015  | تجربة سجن ستانفورد                  |       |
| 2015  | دليل الكشافة إلى زومبي نهاية العالم |       |
| 2017  | قبل أن أسقط                         |       |
| 2018  | مع حبي، سيمون                       |       |

### مسلسلات
- ألتيميت سبايدرمان
- الموتى السائرون
- فارس وفادي[4]

## وصلات خارجية
- لوغان ميلر على موقع IMDb (الإنجليزية)
- لوغان ميلر على موقع روتن توميتوز (الإنجليزية)
- لوغان ميلر على موقع ألو سيني (الفرنسية)
- لوغان ميلر على موقع أول موفي (الإنجليزية)
- لوغان ميلر على موقع قاعدة بيانات الأفلام السويدية (السويدية)
- لوغان ميلر على موقع قاعدة بيانات الفيلم (الإنجليزية)
- لوغان ميلر على موقع كينوبويسك (الروسية)